# Mictopholis austeniana
Mictopholis austeniana är en ödleart som beskrevs av  Annandale 1908. Mictopholis austeniana ingår i släktet Mictopholis och familjen agamer. Inga underarter finns listade i Catalogue of Life.